# 吉列尔莫·迪亚斯
吉列尔莫·何塞·迪亚斯（西班牙語：Guillermo Jose Diaz，1985年3月4日—），波多黎各职业篮球运动员，效力于美国NBA联盟。他在2006年的NBA选秀中第2轮第22顺位被洛杉矶快船选中。